# GSC 03549-02811
GSC 03549-02811 (đôi khi được gọi là ngôi sao mẹ TrES-2 A hoặc TrES-2 liên quan đến ngoại hành tinh TrES-2), còn được gọi là Kepler -1)  là một ngôi sao có trình tự chính màu vàng tương tự như Mặt trời của chúng ta. Ngôi sao này nằm cách hệ Mặt Trời khoảng 700 năm ánh sáng, có vị trí biểu kiến nằm về phía chòm sao Thiên Long. Độ lớn biểu kiến của ngôi sao này là 11,41, có nghĩa là nó không thể nhìn thấy bằng mắt thường nhưng có thể nhìn thấy bằng kính viễn vọng nghiệp dư cỡ trung bình trong một đêm tối rõ ràng. Tuổi của ngôi sao này khoảng 5 tỷ năm.

## Hệ hành tinh
Vào năm 2006, hành tinh ngoại lệ TrES-2 này đã được chương trình TrES phát hiện bằng phương pháp vận chuyển. Nó cũng đã nằm trong tầm nhìn của tàu vũ trụ săn hành tinh Kepler Mission hoạt động trước đây. Hệ thống này tiếp tục được nghiên cứu bởi các dự án khác và các thông số liên tục được cải thiện. Hành tinh này quay quanh ngôi sao chính của nó.
| Đồng hành </br> (theo thứ tự từ sao) | Khối lượng        | Trục bán nguyệt </br> (AU) | Chu kỳ quỹ đạo </br> (ngày)   | Độ lệch tâm  | Độ nghiêng      | Bán kính          |
| ------------------------------------ | ----------------- | -------------------------- | ----------------------------- | ------------ | --------------- | ----------------- |
| TrES-2b                              | 1.199 ± 0,052 M J | 0,035 55 ± 0,000 75        | 2.470 6133738 ± 0.000 0000187 | 0 (giả định) | 83,88 ± 0,009 ° | 1,189 ± 0,025 R J |

Mặc dù TrES-2b hiện đang là ngoại hành tinh tối nhất được biết đến, phản xạ ít hơn 1 phần trăm ánh sáng mặt trời địa phương, nhưng nó cho thấy một ánh sáng đỏ mờ. Điều này là do bề mặt của nó là 1.100 °C, nó nóng đến mức phát sáng màu đỏ. Nó được coi là bị khóa chặt với ngôi sao mẹ của nó.

## Sao nhị phân
Vào năm 2008, một nghiên cứu đã được thực hiện bằng mười bốn ngôi sao với các ngoại hành tinh ban đầu được phát hiện bằng phương pháp vận chuyển qua các kính viễn vọng tương đối nhỏ. Các hệ thống này đã được kiểm tra lại bằng kính viễn vọng phản xạ 2.2M tại Đài thiên văn Calar Alto ở Tây Ban Nha. Hệ sao này, cùng với hai hệ thống khác, được xác định là hệ sao nhị phân chưa biết trước đây. Ngôi sao thứ cấp chưa được biết đến trước đó là một ngôi sao loại 15 độ K mờ cách nhau khoảng 232 AU so với ngôi sao chính, xuất hiện bù trừ từ ngôi sao chính khoảng một giây cung trong ảnh. Khám phá này đã dẫn đến việc tính toán lại các tham số đáng kể cho cả hành tinh và ngôi sao chính.

## Nhiệm vụ Kepler

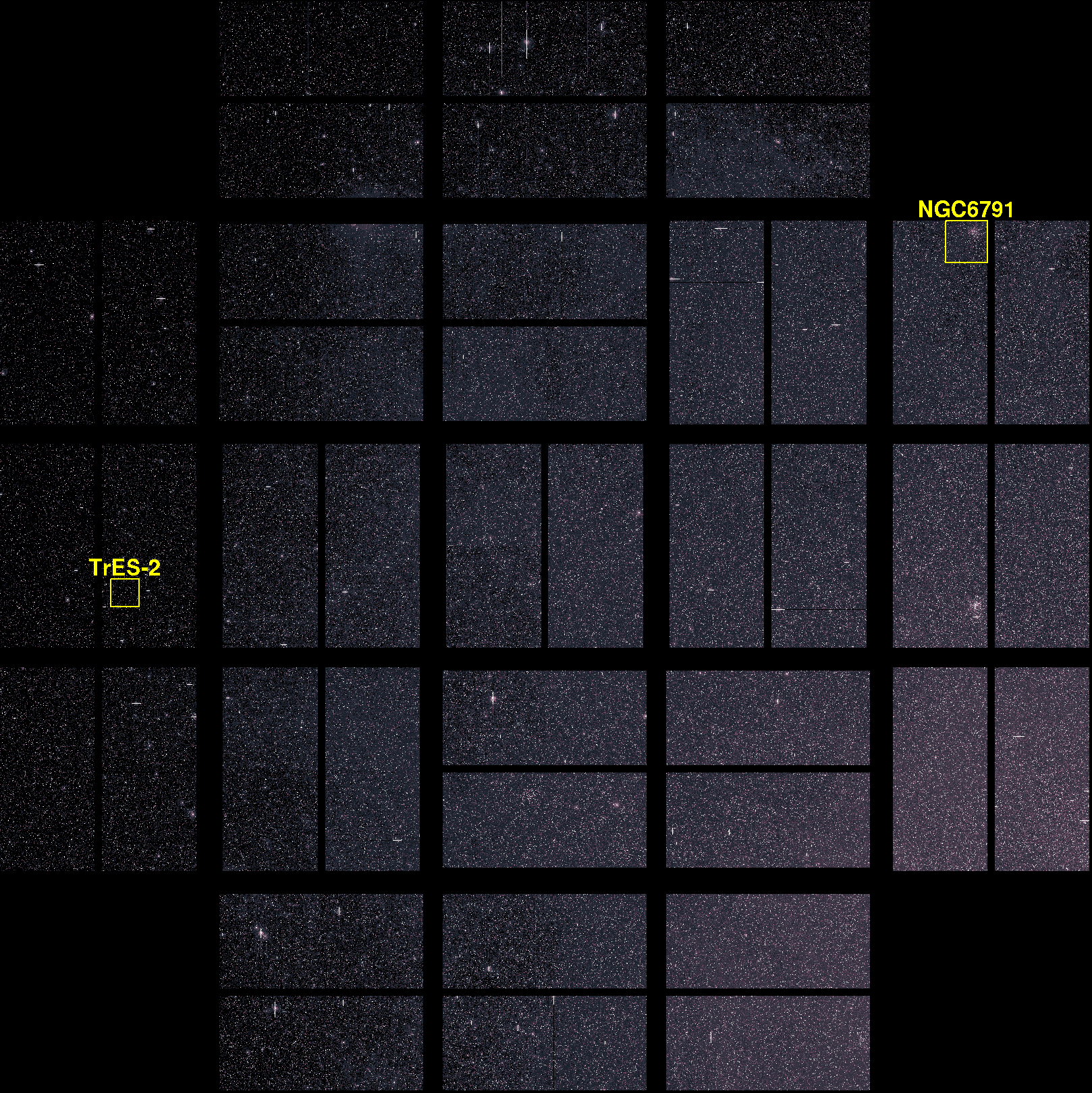
Một hình ảnh từ Kepler với TrES-2b và một điểm quan tâm khác được phác thảo. Celestial phía bắc là về phía góc dưới bên trái.

Vào tháng 3 năm 2009, NASA đã phóng tàu vũ trụ Kepler Mission. Tàu vũ trụ này là một nhiệm vụ chuyên dụng để khám phá các hành tinh ở ngoài hệ mặt trời bằng phương pháp vận chuyển từ quỹ đạo mặt trời. Vào tháng 4 năm 2009, dự án này đã phát hành những hình ảnh ánh sáng đầu tiên từ tàu vũ trụ và TrES-2b là một trong hai vật thể được làm nổi bật trong những hình ảnh này. Mặc dù TrES-2b không phải là ngoại hành tinh duy nhất được biết đến trong lĩnh vực quan sát của tàu vũ trụ này, nó là người duy nhất được xác định trong các hình ảnh ánh sáng đầu tiên. Đối tượng này là quan trọng để hiệu chuẩn và kiểm tra.